# بيلي برات (لاعب كرة قدم)
بيلي برات (بالإنجليزية: Billy Pratt)‏ (1872 في المملكة المتحدة - ) هو لاعب كرة قدم بريطاني (وحمل سابقاً جنسية المملكة المتحدة لبريطانيا العظمى وأيرلندا) في مركز الهجوم. لعب مع برمنغهام سيتي ونادي ووستر سيتي.